# Mycenula
Mycenula är ett släkte av svampar. Mycenula ingår i familjen Mycenaceae, ordningen Agaricales, klassen Agaricomycetes, divisionen basidiesvampar och riket svampar.
|          | Mycena                                  |
|          |                                         |
|          | Hemimycena                              |
|          |                                         |
|          | Favolaschia                             |
|          |                                         |
|          | Panellus                                |
|          |                                         |
|          | Heimiomyces                             |
|          |                                         |
|          | Xeromphalina                            |
|          |                                         |
|          | Insiticia                               |
|          |                                         |
|          | Resinomycena                            |
|          |                                         |
|          | Tectella                                |
|          |                                         |
|          | Roridomyces                             |
|          |                                         |
|          | Decapitatus                             |
|          |                                         |
| Mycenula | \| \| Mycenula fuscovinacea \| \| \| \| |
|          | \| \| Mycenula fuscovinacea \| \| \| \| |
|          | Collopus                                |
|          |                                         |
|          | Filoboletus                             |
|          |                                         |
|          | Flabellimycena                          |
|          |                                         |
|          | Mycenula fuscovinacea                   |
|          |                                         |

|  | Mycenula fuscovinacea |
|  |                       |